# 1922 год в изобразительном искусстве СССР
1922 год был отмечен рядом событий, оставивших заметный след в истории советского изобразительного искусства.

## События
- В конце марта в Петрограде в залах Общества поощрения художеств открылась последняя выставка картин Товарищество передвижников. Экспонировались произведения Михаила Авилова, Исаака Бродского, Константина Горбатова, Николая Дубовского, Александра Маковского, Владимира Маковского, Георгия Савицкого и других художников[1].

- Прекращает существование Товарищество передвижников. На его месте в Москве возникает Ассоциация художников революционной России (АХРР, с 1928 года — Ассоциация художников революции (АХР), просуществовавшая до 1932 года). Петроградский филиал АХРР возглавил Н. И. Дормидонтов[2].

- Основана Пермская государственная художественная галерея.

- В Петрограде на базе бывшей частной литейной мастерской основан завод художественного литья «Монументскульптура»[3]. Своё нынешнее название завод носит с 1939 года.

- В мае в Петрограде в залах Музея города (бывшем Аничковом дворце) открылась выставка группы художников «Мир Искусства». Среди 382 работ 45 авторов экспонировались произведения Александра Бенуа, Георгия Верейского, Всеволода Воинова, Игоря Грабаря, Мстислава Добужинского, Алексея Карева, Владимира Конашевича, Елизаветы Кругликовой, Бориса Кустодиева, Александра Матвеева, Дмитрия Митрохина, Анны Остроумовой-Лебедевой, Кузьмы Петрова-Водкина, Зинаиды Серебряковой и других художников[4].

- В июне в Петрограде в залах Музея художественной культуры открылась выставка «Объединение новых течений в искусстве». Экспонировались произведения Николая Лапшина, Владимира Лебедева, Казимира Малевича, Сергея Приселкова, Владимира Татлина, Николая Тырсы и других художников[5][6].

## Родились
- 6 января — Веселова Нина Леонидовна, советский живописец (ум. в 1960).
- 9 февраля — Венкова Ия Андреевна, российский советский скульптор, Заслуженный художник РСФСР (ум. в 2003).
- 15 февраля — Корнеев Борис Васильевич, советский живописец и педагог, заслуженный художник РСФСР (ум. в 1973).
- 18 февраля — Семёнов Александр Михайлович, советский живописец (ум. в 1984).
- 13 марта — Ребане Эрих Иоганесович, российский советский живописец (ум. в 1999).
- 14 мая — Балдина, Ирина Михайловна, русский советский живописец (ум. в 2009).
- 21 мая — Салаватов Салават Магомедович, советский российский живописец, Народный художник Дагестана, Заслуженный художник РСФСР (ум. в 2005)
- 21 мая — Сорокин Иван Васильевич, советский российский живописец, Народный художник РСФСР, лауреат Государственной премии РСФСР имени И. Е. Репина (ум. в 2004).
- 22 мая — Есалов Николай Стефанович, русский советский живописец (ум. в 2000).
- 14 июня — Королёв Александр Леонидович, советский живописец, Заслуженный художник Российской Федерации (ум. в 1988).
- 6 июля — Чекалов Владимир Фёдорович, русский советский живописец (ум. в 1992).
- 16 июля — Левитин Анатолий Павлович, российский советский живописец, Народный художник Российской Федерации, действительный член Российской Академии художеств.
- 17 июля — Вайшля Леонид Игнатьевич, российский советский живописец-пейзажист.
- 14 августа — Тиханова Валентина Александровна, российский и советский искусствовед, автор книг об искусстве, основатель и первый директор музея «Творчество и быт ГУЛАГа».
- 24 августа — Смирнов Сергей Игнатьевич, российский советский живописец, Заслуженный художник Российской Федерации.
- 10 сентября — Соколов Алексей Константинович, советский живописец и педагог, Заслуженный деятель искусств Российской Федерации (ум. в 2001).
- 28 сентября — Еремеев Олег Аркадьевич, российский советский живописец и педагог, Заслуженный деятель искусств Российской Федерации, член-корреспондент Российской Академии художеств, Народный художник Российской Федерации.
- 29 сентября — Рукавишников Иулиан Митрофанович, советский скульптор, Народный художник СССР (ум. в 2000).
- 2 октября — Агаян Изабелла Иосифовна, советская художница (ум. в 2010)
- 23 октября — Иевлев Владимир Иванович, советский живописец (ум. в 1993).
- 25 октября — Тетерин Виктор Кузьмич, советский живописец и график (ум. в 1991).